# بروثيزليس

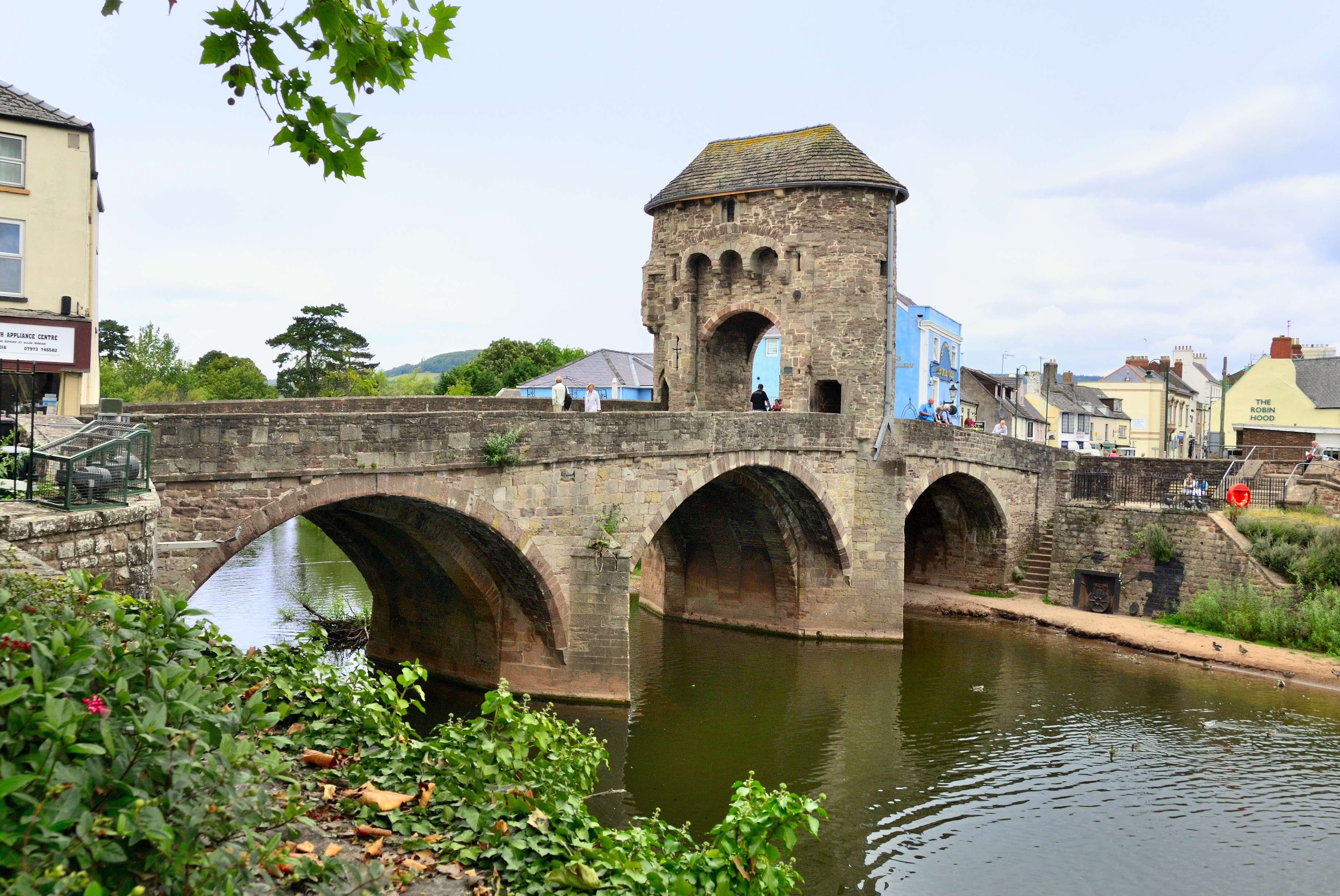
جس منو

بروثيزليس هو شعر رومانسي تألف باللغة الأنجلو-نورمان من قبل هيو دي روتيلدندي نهاية القرن الثاني عشر. عاش هيو في كريدنهيل بالقرب من هيرفورد، حسب قصيدته السابقة إيبوميدون. بروثيزليس مخصصة لراعي هيو جيلبرت فيتز بادرون، سيد مونماوث. توفي جيلبرت في 1191 أو قبل ذلك بقليل: هذا التاريخ هو نهاية ما قبل اكمال بروثيزليس.
انها تكملة لإيبوميدون بنفس الحس الذي تم فيه تأليف تكملة أغنية البطولة: تم تقديم بروثيزليس بأعتباره ابن لإيبوميدون، لديه تجارب تشبه تجارب والده ويواجه مشاكل مماثلة ويُحرم من الميراث.يحب ميديا ويعتقد انها تكرهه (على ما يبدو انه مخطئ).يحاول بمساعدة داردانوس وميلاندر التوفيق معها ويسافر عبر اراضٍ بعيدة لاثبات براعته الفروسية ثم يعود ويدخل متنكراً في خدمتها. يسافر إلى بورغندي(يدافع عن أسمين) يُأسر من قبل عذراء الجزيرة (بوسيلي دي ليل)، يهرب أخيراً ويستعيد ميراثه ويتزوج ميديا.
على الرغم من ان بروثيزليس هي استمرار لقصة إيبوميدون إلا انها تتمتع بجو محتلف في Ipomedonte auctor .في مكان الهجاء والسخرية والإثارة الجنسية العرضية لإيبوميدون الشخصيات في بروثيزليس-خاصة البطل واصدقائه داردانوس وميلاندر- عفيفة وغير أنانية ودافعها الأهتمام برفاهية الأخرين. على عكس إيبوميدون، جذبت بروثيزليس عدداً قليلاً نسبياً من القراء في اوقات لاحقة ولم تترجم إلى لغات أخرى.

## الفهرس

### طبعات من النص الأنجلو نورمان
- Franz Kluckow, ed., Hue de Rotelande: Protheselaus. Göttingen, 1924
- A. J. Holden, ed., Protheselaus by Hue de Rotelande. London: Anglo-Norman Text Society. 3 vols

### قراءة معمقة
- William Calin, "The Exaltation and Undermining of Romance: Ipomedon" in Norris J. Lacy and others, eds, The Legacy of Chrétien de Troyes
- Walther Hahn, Der Wortschatz des Dichters Hue de Rotelande. Berlin, 1910
- F. Lecoy, "Un episode du Protheselaus et le conte du mari trompé" in Romania vol. 76 (1955)
- Dominica Legge, Anglo-Norman Literature and its Background (Oxford, 1963) pp. 86-95
- André de Mandach, Naissance et développement de la chanson de geste en Europe, IV: Chanson d'Aspremont (Geneva: Droz, 1980) pp. 18-27
- R. M. Spensley, "Form and Meaning in Hue de Rotelande's Protheselaus" in Modern Language Review vol. 67 (1972) pp. 763-774